# Guachochi
Guachochi är en ort i Mexiko.   Den ligger i kommunen Guachochi och delstaten Chihuahua, i den nordvästra delen av landet, 1 200 km nordväst om huvudstaden Mexico City. Guachochi ligger 2 398 meter över havet och antalet invånare är 14 513.
Terrängen runt Guachochi är platt åt nordväst, men åt sydost är den kuperad. Runt Guachochi är det mycket glesbefolkat, med 6 invånare per kvadratkilometer. Guachochi är det största samhället i trakten. I omgivningarna runt Guachochi växer huvudsakligen savannskog.